# 師走トオル
師走 トオル（しわす トオル、1980年9月22日 - ）は、日本のライトノベル作家。東京都在住。2003年のデビューで専業作家になる寸前はセガのソニックチームだった。

## 経歴
2003年に第2回富士見ヤングミステリー大賞に応募した『タクティカル・ジャッジメント』で準入選し、同作品で2003年デビュー。
代表作に富士見ファンタジア文庫の『火の国、風の国物語』シリーズなど。
『ダブルクロス The 3rd Edition リプレイ・ジェネシス』にゲスト参加している。

## エピソード
2011年3月15日にジャパンネット銀行を通じて日本赤十字社へ東日本大震災の義援金を振り込むが、10万円振り込むところを、1桁まちがえて100万円を振りこんでしまった。

## 作品リスト

### 小説

#### 富士見ミステリー文庫
タクティカル・ジャッジメントシリーズ
イラスト：緋呂河とも
全9巻（長編）・全4巻（短編）（2003/1 - 2007/8）
がらくたのフロンティア
イラスト：藤原々々
全2巻（2003/12 - 2004/5）
ネコのおと リレーノベル・ラブバージョン
共著作品（全1巻、2006/12）
他著作者：新井輝・水城正太郎・田代裕彦・築地俊彦・吉田茄矢・あざの耕平
イラスト：駒都えーじ・さっち・しのざきあきら・深山和香・村崎久都・若月さな（五十音順/師走項は緋呂河とも）

#### 富士見ファンタジア文庫
火の国、風の国物語
イラスト：光崎瑠衣
全13巻　（2007/10 - 2011/09）
ファイフステル・サーガ
イラスト：有坂あこ
既刊4巻（2018/04 - ）
人生∞周目の精霊使い 無限の歴史で修行した元・凡人は世界を覆す
イラスト：ミユキルリア
既刊1巻（2020/10 - ）

#### 電撃文庫
僕と彼女のゲーム戦争
イラスト：八宝備仁
全11巻（本編10巻＋短編集1巻）（2011/06 - 2016/12）
現代日本にやってきたセガの女神にありがちなこと
イラスト：KEI
全2巻（2013/12 - 2014/06）

#### ノベルゼロ
無法の弁護人
イラスト：toi8
全3巻（2016/02 - 2017/02）

### TRPGリプレイ
- ダブルクロス The 3rd Edition リプレイ・ジェネシス - プレイヤー（神月正義）

### ゲーム
- ファンタシースターZERO（メインシナリオ原案）
- グランブルーファンタジー リリンク（シナリオ、テキスト）

### 漫画原作
- 法の番人は守る世界を選べない（作画：三ツ矢彰、モーニング・ツー連載）